# Lago d'Idro
Lago d'Idro este o arie protejată (arie specială de conservare — SAC, sit de importanță comunitară — SCI, arie de protecție specială avifaunistică — SPA) din Italia întinsă pe o suprafață de 14 ha, integral pe uscat.

## Localizare
Centrul sitului Lago d'Idro este situat la coordonatele 45°48′28″N 10°32′06″E / 45.807778°N 10.535°E.

## Înființare
Situl Lago d'Idro a fost declarat sit de importanță comunitară în iunie 1995 pentru a proteja 34 de specii de animale. Alte tipuri de protecție:
- arie de protecție specială avifaunistică (în iulie 2006)[2]
- arie specială de conservare (în martie 2014)[1][3][4]

## Biodiversitate
Situată în ecoregiunea alpină, aria protejată conține 7 habitate naturale: Cursuri de apă de la nivel de câmpie la nivel montan, cu vegetație Ranunculion fluitantis și Callitricho-Batrachion, Lacuri eutrofice naturale cu vegetație de tip Magnopotamion sau Hydrocharition, Liziere de ierburi înalte hidrofile de câmpie și de nivel montan până la alpin, Fânețe de joasă altitudine (Alopecurus pratensis, Sanguisorba officinalis), Păduri aluvionare cu Alnus glutinosa și Fraxinus excelsior (Alno-Padion, Alnion incanae, Salicion albae), Râuri de munte și vegetația lor lemnoasă cu Salix elaeagnos, Ape stătătoare oligotrofe până la mezotrofe, cu vegetație de Littorelletea uniflorae și/sau de Isoëto-Nanojuncetea.
La baza desemnării sitului se află mai multe specii protejate:
- păsări (32): lăcar mare (Acrocephalus arundinaceus), lăcar-de-mlaștină (Acrocephalus palustris), lăcar-de-lac (Acrocephalus scirpaceus), fluierar de munte (Actitis hypoleucos), pescăruș albastru (Alcedo atthis), rață mare (Anas platyrhynchos), fâsă de pădure (Anthus trivialis), stârc cenușiu (Ardea cinerea), stârc roșu (Ardea purpurea),  prundaș gulerat mic (Charadrius dubius), presură de stuf (Emberiza schoeniclus), muscar negru (Ficedula hypoleuca), lișiță (Fulica atra), găinușă de baltă (Gallinula chloropus), frunzăriță galbenă (Hippolais icterina), stârc pitic (Ixobrychus minutus), capîntortură (Jynx torquilla), pescăruș râzător (Larus ridibundus), gaia neagră (Milvus migrans), codobatura galbenă (Motacilla flava), Numenius arquata arquata, stârc de noapte (Nycticorax nycticorax), cormoran mare (Phalacrocorax carbo), codroșul de pădure (Phoenicurus phoenicurus), pitulice-fluierătoare (Phylloscopus trochilus), cristei de baltă (Rallus aquaticus), mărăcinar (Saxicola rubetra), turturică (Streptopelia turtur), silvie de zăvoi (Sylvia borin), silvie de câmp (Sylvia communis), silvie porumbacă (Sylvia nisoria), pupăză (Upupa epops)
- pești (2): Salmo marmoratus, Telestes muticellus

Pe lângă speciile protejate, pe teritoriul sitului au mai fost identificate 20 de specii de plante, 3 specii de amfibieni, 3 specii de mamifere, 2 specii de nevertebrate, 5 specii de pești, 4 specii de reptile.